# HD86167
HD86167 — хімічно пекулярна зоря спектрального класу A5, що має видиму зоряну величину в смузі V приблизно  8,2.
Вона  розташована на відстані близько 366,5 світлових років від Сонця.